# Пулітцерівська премія за служіння суспільству
Пулітцерівська премія за служіння суспільству (англ. The Pulitzer Prize for Public Service) — одна з чотирнадцяти американських Пулітцерівських премій, які щорічно присуджують у галузі журналістики. Вона відзначає видатний приклад гідного служіння суспільству газетою або новинним сайтом через використання своїх журналістських ресурсів, які можуть включати редакційні статті, карикатури, фотографії, графіку, відео та інші онлайн-матеріали й можуть бути представлені в друкованому або онлайн-виданні, або і в тому, і в іншому випадку.
Премія «За служіння суспільству» була однією з перших Пулітцерівських премій, заснованих у 1917 році, але того року нагородження не відбулося. Це єдина премія в програмі, яку присуджують як золоту медаль, вона є найпрестижнішою для газети.
Як і у випадку з іншими Пулітцерівськими преміями, комітет журі звужує коло претендентів до трьох номінантів, з яких Пулітцерівська рада зазвичай обирає переможця та фіналістів. Фіналісти оголошуються з 1980 року. Пулітцерівська рада видає офіційну довідку з поясненням причини присудження премії.

## Переможці
За перші 97 років свого існування до 2013 року Пулітцерівську премію за служіння суспільству присуджували 96 разів. Було чотири роки, за які не було присуджено жодної премії, і по дві премії було присуджено в 1967, 1990 і 2006 роках. У 1950, 1951, 1953, 1955 і 1959 роках премії присуджували двом газетам. Репортер (а не видання) вперше був нагороджений у 1947 році; останнім часом це стало поширенішим явищем і  було нагороджено аж трьох репортерів.

### Список
- 1917: нагороду не вручено
- 1918: The New York Times, «за громадську діяльність, яка полягає в повній публікації великої кількості офіційних звітів, документів і промов європейських державних діячів, що стосуються ходу і ведення війни».
- 1919: Milwaukee Journal, «за рішучу і сміливу кампанію за американізм в окрузі, де іноземні елементи робили таку політику небезпечною з ділової точки зору».
- 1920: нагороду не присуджено
- 1921: Boston Post, «за викриття операцій Чарльза Понці в серії статей, які врешті-решт призвели до його арешту».
- 1922: New York World, «за статті, що викривають діяльність Ку-клукс-клану, опубліковані у вересні та жовтні 1921 року».
- 1923: Memphis Commercial Appeal, «за сміливу позицію в публікації карикатур і висвітленні новин, що стосуються діяльності Ку-клукс-клану».
- 1924: New York World, «за роботу у зв'язку з викриттям зла флоридського пеонажу», яка допомогла покласти край лізингу ув'язнених у Флориді.
- 1925: нагороду не присуджено
- 1926: Columbus Enquirer Sun (Коламбус, штат Джорджія), «за службу, яку вона надала у своїй сміливій та енергійній боротьбі проти Ку-клукс-клану, проти прийняття закону, що забороняє вчення про еволюцію, проти нечесних і некомпетентних державних службовців, за справедливість до негрів і проти самосуду».
- 1927: Canton Daily News (Кантон, штат Огайо), «за сміливу, патріотичну та ефективну боротьбу за припинення порочного стану речей, спричиненого змовою між міською владою та кримінальним елементом, боротьбу, яка мала трагічний результат у вигляді вбивства редактора газети, пана Дона Р. Меллетта».
- 1928: Indianapolis Times, «за роботу з викриття політичної корупції в штаті Індіана, переслідування винних і досягнення більш здорового стану справ у цивільному уряді».
- 1929: New York Evening World, «за ефективну кампанію з виправлення зла у відправленні правосуддя, включаючи боротьбу з «переслідувачами швидкої допомоги», підтримку законопроєкту про «паркан», а також заходи зі спрощення процедури, запобігання лжесвідченню та усунення політики з муніципальних судів; кампанія, яка відіграла важливу роль у забезпеченні виправних заходів».
- 1930: нагороду не присуджено
- 1931: The Atlanta Journal-Constitution, «за успішне викриття муніципального хабарництва та подальше засудження».
- 1932: Indianapolis News, «за успішну кампанію з ліквідації марнотратства в управлінні містом та зменшення податкових зборів».
- 1933: New York World-Telegram, «за серію статей про допомогу ветеранам, про зло облігацій під заставу нерухомості, кампанію, що закликала виборців на останніх муніципальних виборах у Нью-Йорку «вписати» ім'я Джозефа В. Маккі, а також статті, що викривають лотерейні схеми різних братських організацій».
- 1934: Medford Mail Tribune (Орегон), «за кампанію проти недобросовісних політиків в окрузі Джексон, штат Орегон».
- 1935: The Sacramento Bee, «за кампанію проти впливу політичної машини на призначення двох федеральних суддів у Неваді».
- 1936: Cedar Rapids Gazette, «за хрестовий похід проти корупції та поганого управління в штаті Айова».
- 1937: St. Louis Post-Dispatch, «за викриття шахрайської реєстрації гуртової торгівлі в Сент-Луїсі. Завдяки скоординованій інформаційній, редакційній та карикатурній кампанії цій газеті вдалося визнати недійсними понад 40 000 фальшивих бюлетенів у листопаді та домогтися призначення нової виборчої комісії».
- 1938: Bismarck Tribune, «за новинні репортажі та редакційні статті під назвою „Самодопомога в пиловій чаші“».
- 1939: Miami Daily News, «за кампанію за відкликання міської комісії Маямі».
- 1940: Waterbury Republican & American (Коннектикут), «за кампанію, що викриває муніципальне хабарництво».
- 1941: St. Louis Post-Dispatch, «за успішну кампанію проти задимлення міста».
- 1942: Los Angeles Times, «за успішну кампанію, яка призвела до роз'яснення та підтвердження для всіх американських газет права на свободу преси, гарантованого Конституцією».
- 1943: Omaha World-Herald, «за ініціативу та оригінальність у плануванні загальнодержавної кампанії зі збору металобрухту для потреб війни. План штату Небраска був прийнятий щоденними газетами в національному масштабі, що призвело до об'єднання зусиль, які дозволили забезпечити нашу військову промисловість необхідним металобрухтом».
- 1944: New York Times, «за дослідження викладання американської історії».
- 1945: Detroit Free Press, «за розслідування хабарництва та корупції в законодавчих органах Лансінгу, штат Мічиган».
- 1946: Scranton Times, «за п'ятнадцятирічне розслідування судової практики в окружному суді Сполучених Штатів для середнього округу Пенсильванії, що призвело до відсторонення окружного судді та звинувачення багатьох інших».
- 1947: The Baltimore Sun, «за серію статей Говарда М. Нортона про адміністрування компенсації по безробіттю в Мериленді, що призвело до засудження та визнання вини в кримінальному суді 93 осіб».
- 1948: St. Louis Post-Dispatch, «за висвітлення катастрофи на шахті Централія, штат Іллінойс, та подальших дій, що призвели до виняткових реформ у законах і правилах безпеки на шахтах».
- 1949: Nebraska State Journal, «за кампанію зі створення «Праймеріз усіх зірок Небраски», яка за допомогою двопартійного комітету висвітлила питання на початку президентської кампанії».
- 1950: Chicago Daily News та St. Louis Post-Dispatch, «за роботу Джорджа Тіма та Роя Гарріса, відповідно, у викритті присутності 37 газетярів штату Іллінойс у платіжній відомості штату Іллінойс».
- 1951: The Miami Herald і Brooklyn Eagle, «за висвітлення злочинів протягом року».
- 1952: St. Louis Post-Dispatch, «за розслідування та викриття широкомасштабної корупції в Бюро внутрішніх доходів та інших урядових установах».
- 1953: Whiteville News Reporter (Північна Кароліна, півтижневик) і Tabor City Tribune (Північна Кароліна, тижневик), «за успішну кампанію проти Ку-клукс-клану, проведену на власному порозі з ризиком економічних втрат і особистої небезпеки, що завершилася засудженням понад ста членів Ку-клукс-клану і припиненням тероризму в їхніх громадах».
- 1954: Newsday, «за викриття скандалів на іподромах штату Нью-Йорк і трудового рекету, що призвело до звинувачення у здирництві, визнання вини та ув'язнення Вільяма К. ДеКонінга-старшого, нью-йоркського трудового рекетира».
- 1955: Columbus Ledger і Sunday Ledger-Enquirer (Коламбус, штат Джорджія), «за повне висвітлення новин і безстрашну редакційну атаку на широкомасштабну корупцію в сусідньому Фенікс-Сіті, штат Алабама, які були ефективними в знищенні корумпованої і пронизаної рекетом міської влади».
- 1956: Watsonville Register-Pajaronian (Каліфорнія), «за сміливе викриття корупції в державних органах, що призвело до відставки окружного прокурора і засудження одного з його помічників».
- 1957: Chicago Daily News, «за рішучість і мужність у викритті шахрайства на суму 2 500 000 доларів США в офісі державного аудитора штату Іллінойс, що призвело до звинувачення і засудження державного аудитора та інших осіб». Це призвело до реорганізації державних процедур, щоб запобігти повторенню шахрайства.
- 1958: Arkansas Gazette, «за демонстрацію найвищих якостей громадянського лідерства, журналістської відповідальності та моральної мужності перед обличчям великої суспільної напруги під час кризи шкільної інтеграції 1957 року».
- 1959: Utica Observer-Dispatch та Utica Daily Press (Ютіка, штат Нью-Йорк), «за успішну кампанію проти корупції, азартних ігор та пороку в рідному місті та досягнення радикальних громадянських реформ в умовах політичного тиску та погроз насильства».
- 1960: Los Angeles Times, «за ретельну, тривалу і добре продуману атаку на наркотрафік та ініціативні репортажі Джина Шермана, що призвели до початку переговорів між США і Мексикою з метою зупинити потік нелегальних наркотиків у південну Каліфорнію та інші прикордонні штати».
- 1961: Amarillo Globe-Times, «за викриття збою в роботі місцевих правоохоронних органів, що призвело до каральних заходів, які змели недбайливих чиновників з їхніх посад і призвели до обрання програми реформ. Таким чином, газета продемонструвала своє громадянське лідерство в найкращих традиціях журналістики».
- 1962: Panama City News-Herald, «за трирічну кампанію проти укоріненої влади та корупції, що призвела до реформ у Панамі та окрузі Бей».
- 1963: Chicago Daily News, «за привернення уваги громадськості до проблеми надання послуг з контролю над народжуваністю в рамках програм охорони здоров'я у своєму регіоні».
- 1964: St. Petersburg Times, «за агресивне розслідування діяльності Управління автомагістралей Флориди, яке розкрило широкомасштабні незаконні дії і призвело до серйозної реорганізації програми будівництва доріг у штаті».
- 1965: Hutchinson News, «за сміливу і конструктивну кампанію, що завершилася в 1964 році, спрямовану на більш справедливий перерозподіл місць у законодавчому органі штату Канзас, незважаючи на потужну опозицію в його власній громаді».
- 1966: The Boston Globe, «за кампанію, спрямовану на запобігання затвердженню Френсіса Г. Морріссі [старшого] на посаді федерального окружного судді в штаті Массачусетс».
- 1967: Milwaukee Journal, «за успішну кампанію з посилення закону проти забруднення води у Вісконсині, що стало помітним досягненням у національних зусиллях зі збереження природних ресурсів».
- 1967: The Courier-Journal (Луїсвілл), «за успішну кампанію з контролю над гірничодобувною промисловістю в Кентуккі, що стало помітним досягненням у національних зусиллях зі збереження природних ресурсів».
- 1968: Riverside Press-Enterprise (Каліфорнія), «за викриття корупції в судах у зв'язку з управлінням майном і маєтками індіанського племені в Каліфорнії та успішні зусилля з покарання винних».
- 1969: Los Angeles Times, «за викриття зловживань у комісіях міської влади Лос-Анджелеса, що призвело до відставки або кримінального засудження деяких членів, а також до широкомасштабних реформ».
- 1970: Newsday, «за трирічне розслідування і викриття таємних земельних оборудок у східній частині Лонг-Айленду, що призвело до низки кримінальних вироків, звільнень і відставок серед державних і політичних службовців у цьому регіоні».
- 1971: Winston-Salem Journal, «за висвітлення екологічних проблем на прикладі успішної кампанії з блокування видобутку корисних копалин відкритим способом, що завдало б непоправної шкоди гірській місцевості на північному заході Північної Кароліни».
- 1972: The New York Times, «за публікацію документів Пентагону».
- 1973: The Washington Post, «за розслідування Вотергейтської справи».
- 1974: Newsday, «за вичерпний звіт про незаконний обіг наркотиків у Сполучених Штатах і за кордоном під назвою „Героїновий слід“».
- 1975: The Boston Globe, «за широке висвітлення кризи десегрегації бостонських шкіл».
- 1976: Anchorage Daily News, «за розкриття впливу та впливу Профспілки робітників на економіку та політику Аляски».
- 1977: Lufkin Daily News, «за некролог місцевого жителя, який загинув у тренувальному таборі морської піхоти, який переріс у розслідування цієї смерті та фундаментальну реформу в практиці набору та навчання морської піхоти США».
- 1978: The Philadelphia Inquirer, «за серію статей про зловживання владою з боку поліції в її рідному місті».
- 1979: The Point Reyes Light (Каліфорнія, тижневик), «за розслідування про Синанон».
- 1980: Gannett News Service, «за серію статей про фінансові пожертвування на користь Отців Паулінів».
- 1981: Charlotte Observer, «за серію статей „Коричневі легені: Випадок смертельної занедбаності“».
- 1982: Detroit News, «за серію репортажів Сідні П. Фрідберґа і Девіда Ашенфельтера, які викрили приховування ВМС США обставин загибелі моряків на борту кораблів, що призвело до значних реформ у військово-морських процедурах».
- 1983: Jackson Clarion-Ledger, «за успішну кампанію на підтримку губернатора Вінтера в його законодавчій боротьбі за реформування системи державної освіти штату Міссісіпі».
- 1984: Los Angeles Times, «за поглиблене дослідження зростаючої латиноамериканської громади Південної Каліфорнії групою редакторів і репортерів».
- 1985: Fort Worth Star-Telegram, «за репортаж Марка Томпсона (репортер), який виявив, що майже 250 американських військовослужбовців загинули внаслідок конструктивних проблем гелікоптерів, побудованих компанією Bell Helicopter — відкриття, яке в кінцевому підсумку змусило армію зупинити майже 600 гелікоптерів Huey до їх модифікації».
- 1986: The Denver Post, «за глибоке дослідження „зниклих дітей“, яке показало, що більшість з них втягнуті в суперечки про опіку або є втікачами, і яке допомогло пом'якшити національні страхи, викликані перебільшеною статистикою».
- 1987: Pittsburgh Press, «за репортаж Ендрю Шнайдера та Метью Бреліса, який виявив неадекватність медичного огляду пілотів авіакомпаній Федеральним управлінням цивільної авіації та призвів до значних реформ».
- 1988: Charlotte Observer, «за викриття нецільового використання коштів телевізійним міністерством PTL через наполегливе висвітлення подій, що відбувалося в умовах масованої кампанії PTL з дискредитації газети».
- 1989: Anchorage Daily News, «за репортаж про високий рівень алкоголізму та самогубств серед корінних жителів Аляски в серії репортажів, які привернули увагу до їхнього відчаю та призвели до різних реформ».
- 1990: Washington Daily News (Вашингтон, Північна Кароліна), «за викриття того, що міське водопостачання було забруднене канцерогенами - проблема, яку місцева влада не розголошувала і не виправляла протягом восьми років».
- 1990: The Philadelphia Inquirer, «за репортаж Ґілберта М. Ґола, який розкрив, як американська індустрія крові працює за умов слабкого державного регулювання та нагляду».
- 1991: Des Moines Register, «за репортаж Джейн Шорер про Ненсі Зіґенмаєр, жінку, яка була зґвалтована». Зігенмаєр дала згоду на публікацію свого імені. Ця історія спонукала до широкого переосмислення традиційної медіа-практики приховування ідентичності жертв зґвалтувань.
- 1992: The Sacramento Bee, «за репортаж Тома Кнудсона „Сьєрра в небезпеці“, який досліджував екологічні загрози та шкоду, завдану гірському масиву Сьєрра-Невада в Каліфорнії».
- 1993: The Miami Herald, «за репортаж, який не тільки допоміг читачам впоратися з руйнуваннями від урагану Ендрю, а й показав, як недбале зонування, інспекції та будівельні норми сприяли руйнуванню».
- 1994: Akron Beacon Journal, «за широке дослідження місцевих расових настроїв і подальші зусилля зі сприяння покращенню комунікації в громаді».
- 1995: Virgin Islands Daily News, «за розкриття зв'язку між нестримним рівнем злочинності в регіоні та корупцією в місцевій системі кримінального правосуддя». Репортаж, значною мірою підготовлений Мелвіном Клакстоном, ініціював політичні реформи.
- 1996: The News & Observer, «за роботу Мелані Сілл, Пета Стіта та Джобі Ворріка про ризики для довкілля та здоров'я, пов'язані з системами утилізації відходів, що використовуються у зростаючій свинарській галузі Північної Кароліни».
- 1997: The Times-Picayune (Новий Орлеан), «за всебічний аналіз умов, що загрожують світовому постачанню риби».
- 1998: Grand Forks Herald, «за постійне та інформативне висвітлення подій, яскраво проілюстроване фотографіями, що допомогло згуртувати громаду міста після повені, хуртовини та пожежі, які спустошили більшу частину міста, в тому числі й саму газетну фабрику».
- 1999: The Washington Post, «за серію фотографій, в яких виявлено та проаналізовано випадки необачної стрільби з вогнепальної зброї з боку міських поліцейських, які не мали достатньої підготовки або нагляду».
- 2000: The Washington Post, «особливо за роботу Кетрін Бу, яка розкрила жахливу недбалість і зловживання в міських будинках-інтернатах для розумово відсталих, що змусило чиновників визнати ці умови і почати реформи».
- 2001: The Oregonian (Портленд, штат Орегон), «за детальне і непохитне дослідження системних проблем у Службі імміграції та натуралізації США, включаючи жорстоке поводження з іноземними громадянами та інші широко розповсюджені зловживання, що спонукало до проведення різних реформ».
- 2002: The New York Times, «за спеціальну рубрику, що регулярно виходила після терористичних атак на Америку 11 вересня, в якій послідовно і всебічно висвітлювалися трагічні події, давалися характеристики жертв і відстежувався розвиток подій на місцевому та глобальному рівнях».
- 2003: The Boston Globe, «за сміливе, всебічне висвітлення сексуальних зловживань з боку священиків, яке прорвало таємницю, викликало реакцію на місцевому, національному та міжнародному рівнях і спричинило зміни в Римо-Католицькій Церкві».
- 2004: The New York Times, «за роботу Девіда Барстоу і Ловелла Бергмана, які невпинно досліджували смерть і травми серед американських робітників і викривали роботодавців, які порушують базові правила безпеки». (Нагороду було перенесено з категорії «Журналістські розслідування», де вона також була представлена).
- 2005: Los Angeles Times, «за сміливу, вичерпно досліджену серію репортажів, що викриває смертельно небезпечні медичні проблеми та расову несправедливість у великій державній лікарні».
- 2006: Biloxi Sun Herald (Міссісіпі), «за відважне і всебічне висвітлення урагану Катріна, що стало рятівним кругом для спустошених читачів у друкованих та онлайн-виданнях у час найбільшої потреби».
- 2006: The Times-Picayune (Новий Орлеан), «за героїчне, багатогранне висвітлення урагану Катріна та його наслідків, виняткове використання ресурсів газети для обслуговування затопленого міста навіть після евакуації газетної фабрики».
- 2007: The Wall Street Journal, «за творче та всебічне розслідування застарілих опціонів на акції для керівників підприємств, що спричинило розслідування, відставку вищих посадових осіб та широкомасштабні зміни в корпоративній Америці».
- 2008: The Washington Post, «За роботу Дани Пріст, Енн Голл та фотографа Мішеля дю Сілля з викриття жорстокого поводження з пораненими ветеранами в госпіталі Волтера Ріда, що викликало загальнонаціональний резонанс і призвело до реформ з боку федеральних чиновників».
- 2009: Las Vegas Sun, зокрема Олександра Берзон, «за викриття високого рівня смертності серед будівельників на Лас-Вегас-Стріп на тлі слабкого дотримання правил, що призвело до змін у політиці та покращення умов безпеки».
- 2010: Bristol Herald Courier, «за роботу Деніела Ґілберта, який висвітлив темні питання нецільового використання роялті за видобуток природного газу, що належать тисячам землевласників на південному заході Вірджинії та спонукав законодавців штату вжити заходів для виправлення становища».
- 2011: Los Angeles Times, «за викриття корупції в невеликому каліфорнійському місті Белл, де чиновники розкрадали казну, щоб виплачувати собі непомірні зарплати, що призвело до арештів і реформ».
- 2012: The Philadelphia Inquirer, «за дослідження поширеного насильства в школах міста з використанням потужних друкованих матеріалів та відеоматеріалів для висвітлення злочинів, скоєних дітьми проти дітей, стимулювання реформ, спрямованих на підвищення безпеки вчителів та учнів».
- 2013: South Florida Sun Sentinel, «за добре задокументоване розслідування щодо поліцейських, які не при виконанні службових обов'язків перевищують швидкість і ставлять під загрозу життя громадян, що призвело до дисциплінарних стягнень та інших кроків, спрямованих на зменшення смертельної небезпеки».
- 2014: The Washington Post та The Guardian, «за висвітлення всесвітньої програми електронного стеження Агентства національної безпеки та витоку документів, що стосуються цієї програми, викривачем Едвардом Сноуденом».[3]
- 2015: The Post and Courier, «за серіал „Поки смерть не розлучить нас“, захоплююче шоу, яке досліджувала, чому Південна Кароліна є одним з найсмертоносніших штатів США для жінок, і поставила питання про те, що з цим робити, на порядок денний штату».[4]
- 2016: Associated Press, «за розслідування серйозних трудових зловживань, пов'язаних із постачанням морепродуктів до американських супермаркетів і ресторанів, повідомивши, що це звільнило 2 000 рабів, притягнуло винних до відповідальності та надихнуло на реформи».
- 2017: New York Daily News та ProPublica, «за викриття, насамперед завдяки роботі репортера Сари Райлі, широкомасштабних зловживань поліцією правилами виселення, що призвели до виселення сотень людей, більшість з яких — бідні меншини».[5]
- 2018: The New York Times та The New Yorker, «за висвітлення сексуального насильства над жінками в Голлівуді та інших індустріях в усьому світі».[6]
- 2019: South Florida Sun Sentinel, «за викриття недоліків у роботі школи та правоохоронних органів до й після смертоносної стрілянини в середній школі Марджорі Стонеман-Дуглас».[7]
- 2020: Anchorage Daily News, «за сприяння ProPublica у зніманні захопливого серіалу, який показав, що третина сіл на Алясці не має поліцейського захисту, примусив владу до відповідальності за десятиліття нехтування, а також стимулював приплив грошей і законодавчі зміни».[8]
- 2021: The New York Times, «за висвітлення пандемії COVID-19».[5]
- 2022: The Washington Post, «за репортаж про напад на Капітолій 6 січня».[9]
- 2023: Associated Press, «за роботу Мстислава Чернова, Євгена Малолєтка, Василіси Степаненко та Лорі Гіннант, відважні репортажі з обложеного Маріуполя, які стали свідками вбивства цивільних осіб під час російського вторгнення в Україну.[10]